# Siderone vulcanus
Siderone vulcanus är en fjärilsart som beskrevs av Felder 1862. Siderone vulcanus ingår i släktet Siderone och familjen praktfjärilar. Inga underarter finns listade i Catalogue of Life.